# Latreillia williamsi
Latreillia williamsi is een krabbensoort uit de familie van de Latreilliidae. De wetenschappelijke naam van de soort is voor het eerst geldig gepubliceerd in 1990 door de Braziliaanse zoöloog Gustavo Augusto Schmidt de Melo.